# Соконзел (Сату Маре)
Соконзел (рум. Soconzel) насеље је у Румунији у округу Сату Маре у општини Соконд. Oпштина се налази на надморској висини од 220 m.

## Становништво
Према подацима из 2002. године у насељу је живело 383 становника, од којих су сви румунске националности.